# Растворово (Калузька область)
Растворово (рос. Растворово) — село в Мещовському районі Калузької області Російської Федерації.
Населення становить 69 осіб. Входить до складу муніципального утворення Місто Мещовськ.

## Історія
Від 2004 року входить до складу муніципального утворення Місто Мещовськ.

## Населення
| 2002 | 2010 |
| ---- | ---- |
| 92   | ↘69  |